# Rustmassa
De rustmassa ({\displaystyle m_{0}\,}) is de massa van een deeltje dat zich in rust bevindt. De rustenergie van een deeltje is de energie-inhoud van een deeltje in rust, en die is volgens de massa-energierelatie E = mc2 direct gerelateerd aan de rustmassa. In de speciale relativiteitstheorie is deze rustmassa gelijk aan de invariante massa van een deeltje.

## Relativistische massa
In de speciale relativiteitstheorie kan men een snelheidsafhankelijke massa definiëren, waarbij de momentane waarde van de massa afhankelijk is van de snelheid; er is dan een massatoename bij toenemende snelheid. Deze snelheidsafhankelijke massa noemt men wel relativistische massa. Dit effect is pas merk- of meetbaar wanneer de lichtsnelheid voldoende benaderd wordt. Er is steeds meer energie nodig om het deeltje te versnellen naarmate het de lichtsnelheid nadert.
De massa mv bij een gegeven snelheid v kan worden gedefinieerd door de massa-energierelatie toe te passen op de totale energie van het bewegende systeem (rustenergie plus kinetische energie):
{\displaystyle E_{\mathrm {tot} }=m_{v}c^{2}\,}
waarmee bij een rustmassa m0 de ‘relativistische massa’ gelijk wordt aan:
{\displaystyle m_{v}={\frac {m_{0}}{\sqrt {1-({\frac {v}{c}})^{2}}}}=m_{0}\gamma }
waarbij geldt:
- {\displaystyle m_{v}\,} is de ‘relativistische massa’ bij de gegeven snelheid
- {\displaystyle m_{0}\,} is de rustmassa
- {\displaystyle v\,} is de gegeven snelheid
- {\displaystyle c\,} is de lichtsnelheid
- {\displaystyle \gamma \,} is de lorentzfactor

Om de lichtsnelheid te bereiken is dan een oneindige hoeveelheid energie nodig, waardoor een deeltje met massa nooit de lichtsnelheid kan bereiken. Fotonen hebben geen rustmassa en bewegen zich in een vacuüm met de lichtsnelheid. De relativistische massa kan dan niet bepaald worden uit de directe formule daarvoor, maar wel door gebruik te maken van de fundamentele definitie en de uitdrukking voor de energie van een foton:
{\displaystyle E=m_{v}c^{2}=h\nu \,}
met ν (nu) de frequentie en h de constante van Planck, dus
{\displaystyle m_{v}=h\nu /c^{2}\,}
Een andere manier om dit te bekijken is dat elk "massaloos" deeltje met de lichtsnelheid moet bewegen om een zekere energie te kunnen hebben en dus te bestaan.

## Beschrijving in termen van alleen rustmassa
Een meer gangbare wijze van beschrijven van de relativiteitstheorie, is te zeggen dat de massa constant is (en gelijk aan de rustmassa), maar de impuls van een deeltje gelijk is aan {\displaystyle \gamma mv\,} in plaats van {\displaystyle mv\,}. Beide wijzen van beschrijven zijn vanuit mathematisch gezichtspunt precies gelijk, dat wil zeggen, ze geven precies dezelfde meetbare resultaten. In de praktijk wordt echter de voorkeur gegeven aan een beschrijving met constante massa.